# الرسوم الصخرية
الرسوم الصخرية هي ما تركه الإنسان القديم (مرحلة ما قبل الكتابة) من تصاوير فنية بالحفر أو النقر على الصخور ليرسم عليها أشكالا آدمية وحيوانية وغيرها، وتكمن أهمية هذه الرسومات في أنها تعد مصدراً من مصادر تاريخ البشر والمكان .

## الرسوم والنقوش
```
الفرق بين 
الرسوم
 والنقوش الصخرية بأن الثانية تعتمد على 
كتابة
 
الحروف
 وبالتالي تمثل 
لغة
، كما أن النقوش تعد جزء اً من الرسوم، وكلاهما يشف عن 
معالم
 مهمة 
للحضارة
 خصوصاً أن مرحلة 
التدوين
 لم تبدأ إلا بعد 
اختراع
 
القلم
 أو اكتشافه.
[
2
]
```

## ظهورها وعالميتها
بعتقد أن هذه الرسوم بدأت قبل( 40000) سنة، لكنها بالتأكيد ظاهرة عالمية حيث توجد في أماكن عديدة من العالم متى ما توفرت الصخور والجبال والكهوف والأودية ، وتعد أفريقيا أكثر البؤر البشرية عددا في الرسوم الصخرية .

## القيمة الفنية
```
فضلاً عن أن هذه الرسوم تمثل علامات لفهم 
الحياة
 الاجتماعية والثقافية والدينية والاقتصادية في حقبة 
ما قبل التاريخ
 (
العصر الحجري
، 
والعصر البرونزي
، 
والعصر الجليدي
) فإنها تمثل أيضاً إبداعاً فنياً 
للشعوب
 يترجم فهمها للعالم في فترات حياتهم السحيقة، بل إن بعض دارسي هذه الرسوم وخبرائها يحتملون أنها كانت 
المنبع
 
لفكرة
 الكتابة، ويذهب البعض إلى أن الرسوم الضخرية قد تكون نوعاً من الكتابة في حقبتها .
```

## تأويل الرسومات
يذكر عالم الآثار ( هربرت ريد ) تأويلاً للرسومات الحيوانية للإنسان القديم مفاده أن الرجل يؤمن بأنه في حال تجسيده للحيوان فإنه بذلك يكون قد اكتسب قوة السيطرة عليه لأجل اصطياده لذا كان الفن البدائي نفعياً ـ على حد رأيه . وهذا المثال من التأويل قد يساعدنا في فهم جانب من رؤية علم الرسوم الصخرية تجاه هذا الفن.